# Will Stratton
Pour les articles homonymes, voir Stratton.
Will Stratton (Will Lulofs, né le 10 avril 1987 en Californie) est un auteur-compositeur-interprète américain.

## Jeunesse
Will est né dans le nord de la Californie, mais il a été principalement élevé dans le New Jersey. Il a commencé à prendre des leçons de piano à 4 ans. Il a passé un an à étudier la philosophie à l'University of Puget Sound, avant de terminer ses études au Bennington College, où il s'est réorienté vers la composition musicale,. À Bennington, Stratton a étudié avec le compositeur Allen Shawn, qui l'a incité à composer ses premières pièces pour d'autres ensembles que le traditionnel quatuor à cordes. Stratton a réutilisé certains de ses travaux à Bennington dans ses albums, notamment un ensemble de dix préludes pour piano composé pour un deuxième cours donné par Shawn.
Il vit actuellement à Brooklyn.

## Carrière musicale
Son premier album, What the Night Said (en), a été enregistré en 2005, l'été suivant sa remise de diplôme, et a été publié en 2007. Il comprend une participation de Sufjan Stevens au hautbois et a reçu un excellent accueil critique,,.
Son deuxième album, No Wonder (en), comprend notamment une participation vocale d'Essie Jain. Coproduit et mixé par Kieran Kelly au Buddy Project Studio à Astoria, dans le Queens, il est sorti le 3 novembre 2009. Bien qu'il n'ait pas connu une distribution nationale, le titre No Wonder a été la chanson du jour de NPR le 26 mars 2010.
Stratton a aussi publié deux compilations de démos et d'instrumentaux librement téléchargeables et Vile Bodies, un EP librement téléchargeable.
En mars 2010, Stratton est apparu dans l'émission de WNYC Spinning On Air pour une heure d'entretien et de musique avec l'animateur David Garland. Une première dans l'histoire de l'émission, Stratton et WNYC ont publié les chansons interprétées à cette occasion sous forme d'un EP gratuit.
Ses troisièmes et quatrième albums, New Vanguard Blues et Post-Empire, sont sortis en 2010 et 2012. Stratton a fait une tournée de deux mois en Europe  en 2012 avec son collègue compositeur Paleo (en) (David Strackany). Post-Empire a été classé 31e sur la liste AOL Spinner's top 50 albums of 2012.
La même année, on a diagnostiqué chez Stratton un cancer testiculaire de stade III ; il a été traité avec succès par chimiothérapie et chirurgie.
En 2017, son label Bella Union annonce le sixième album de Stratton, Rosewood Almanac qui est sorti le 12 mai.

## Influences
Stratton est un « disciple auto-proclamé de Nick Drake ». Il a été aussi décrit comme évoluant « sous l'aile de Sufjan Stevens ». Certains ont même dit que la ressemblance avec Drake est « immanquable » sur certains point, et que sa similarité avec Stevens est « parfaitement apparente ». John Fahey et Leo Kottke sont souvent mentionnés comme influences de son jeu de guitare.

## Discographie

### Albums studio
- 2007 - What the Night Said (Stunning Models on Display)
- 2009 - No Wonder (Stunning Models on Display)
- 2010 - New Vanguard Blues (Autoproduction)
- 2012 - Post-Empire (Talitres Records)
- 2014 - Gray Lodge Wisdom (Talitres Records)
- 2017 - Rosewood Almanac (Bella Union)
- 2021 - The Changing Wilderness (Bella Union)
- 2025 - Points of Origin (Bella Union)